# جوي سان أندريه
جوي سان أندريه (بالفرنسية: Gouy-Saint-André)‏ هي بلدية تقع في إقليم باد كاليه من منطقة نور با دو كاليه في شمال فرنسا. تبلغ مساحة هذه المدينة 13.34 (كم²)، وترتفع عن سطح البحر 89 م، يبلغ عدد سكانها 611 نسمة حسب إحصاء المعهد الوطني للإحصاء والدراسات الاقتصادية سنة 2009 م. وترأس Yves Beuvain البلدية خلال فترة (2008-2014).

## معرض صور

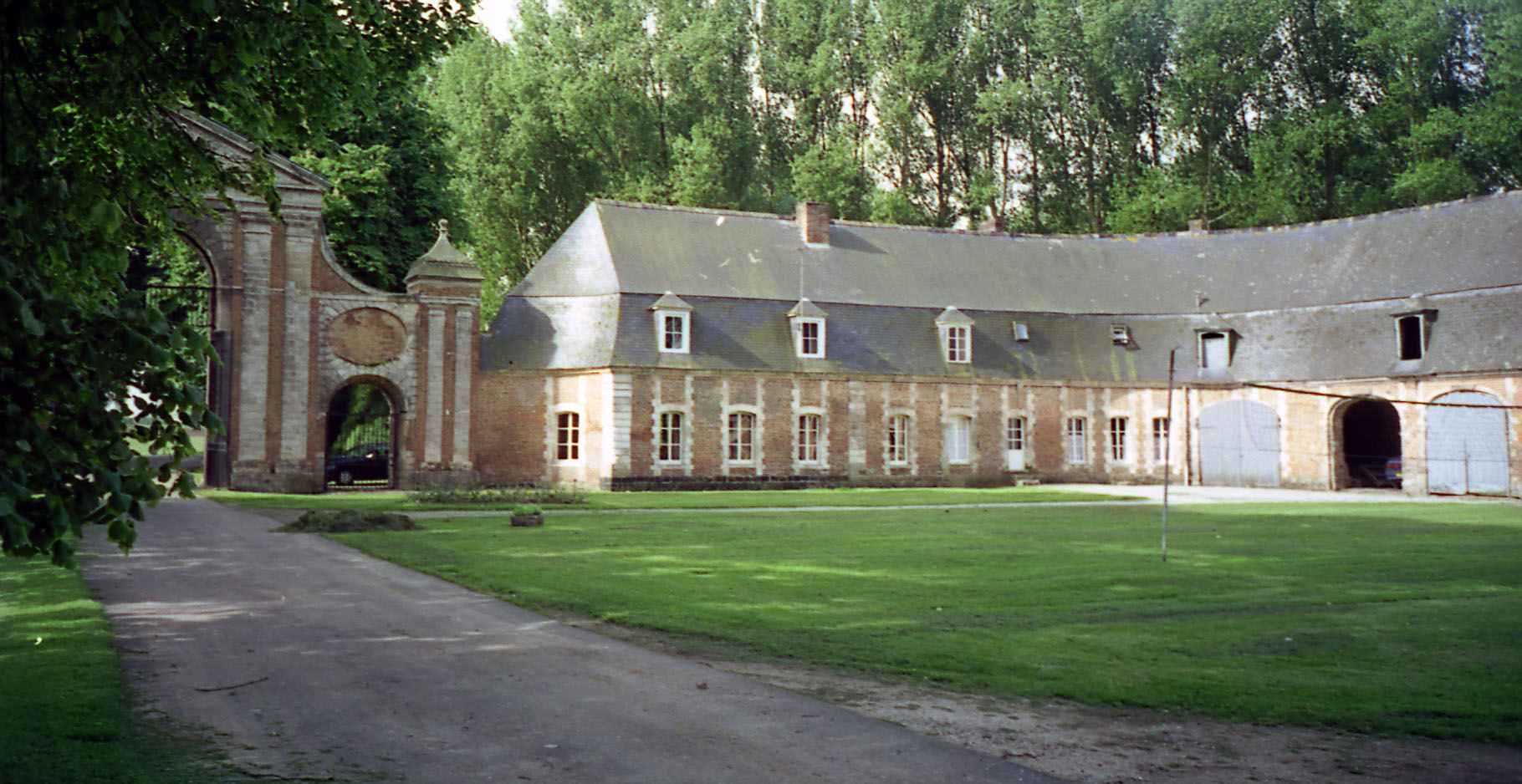
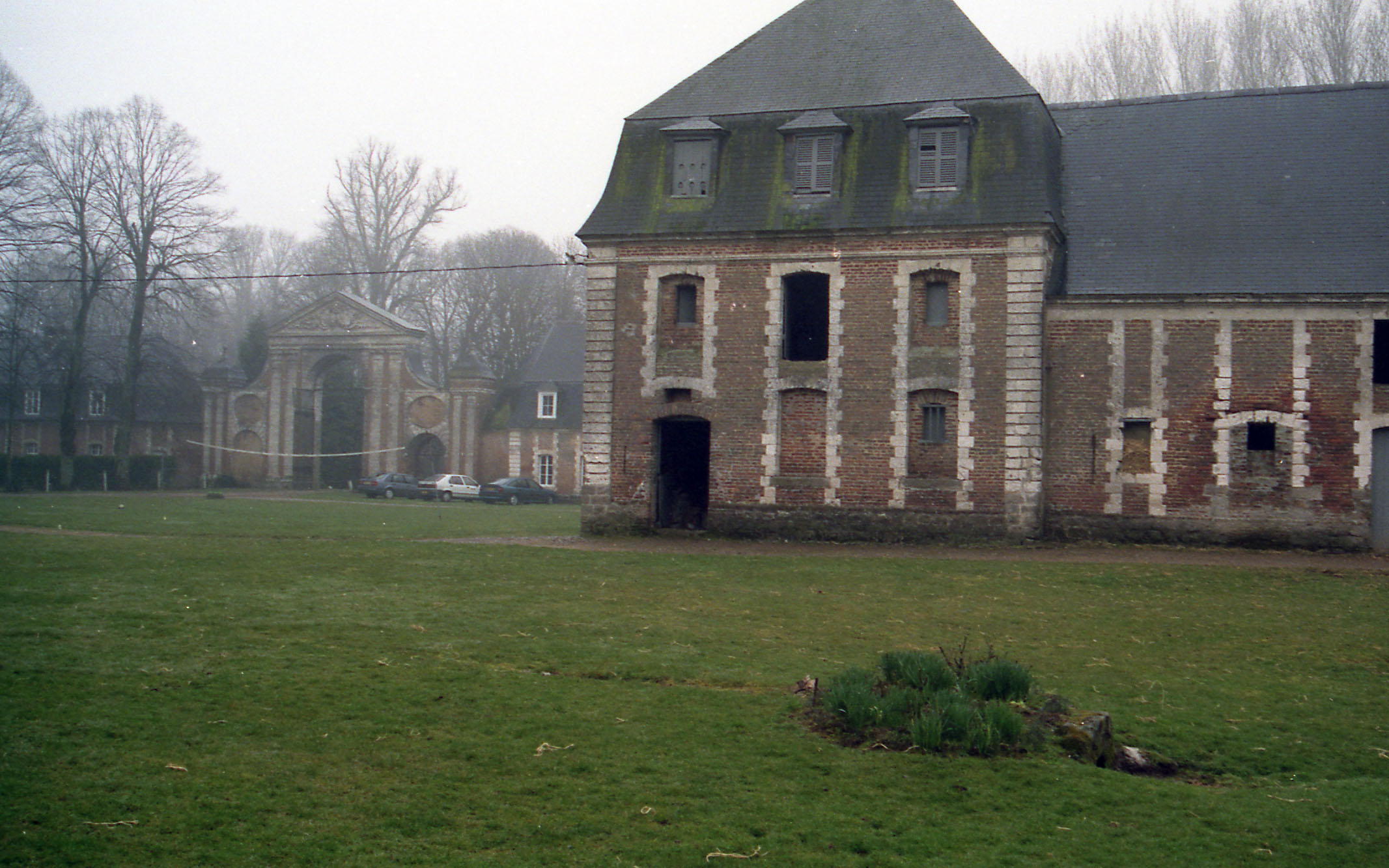
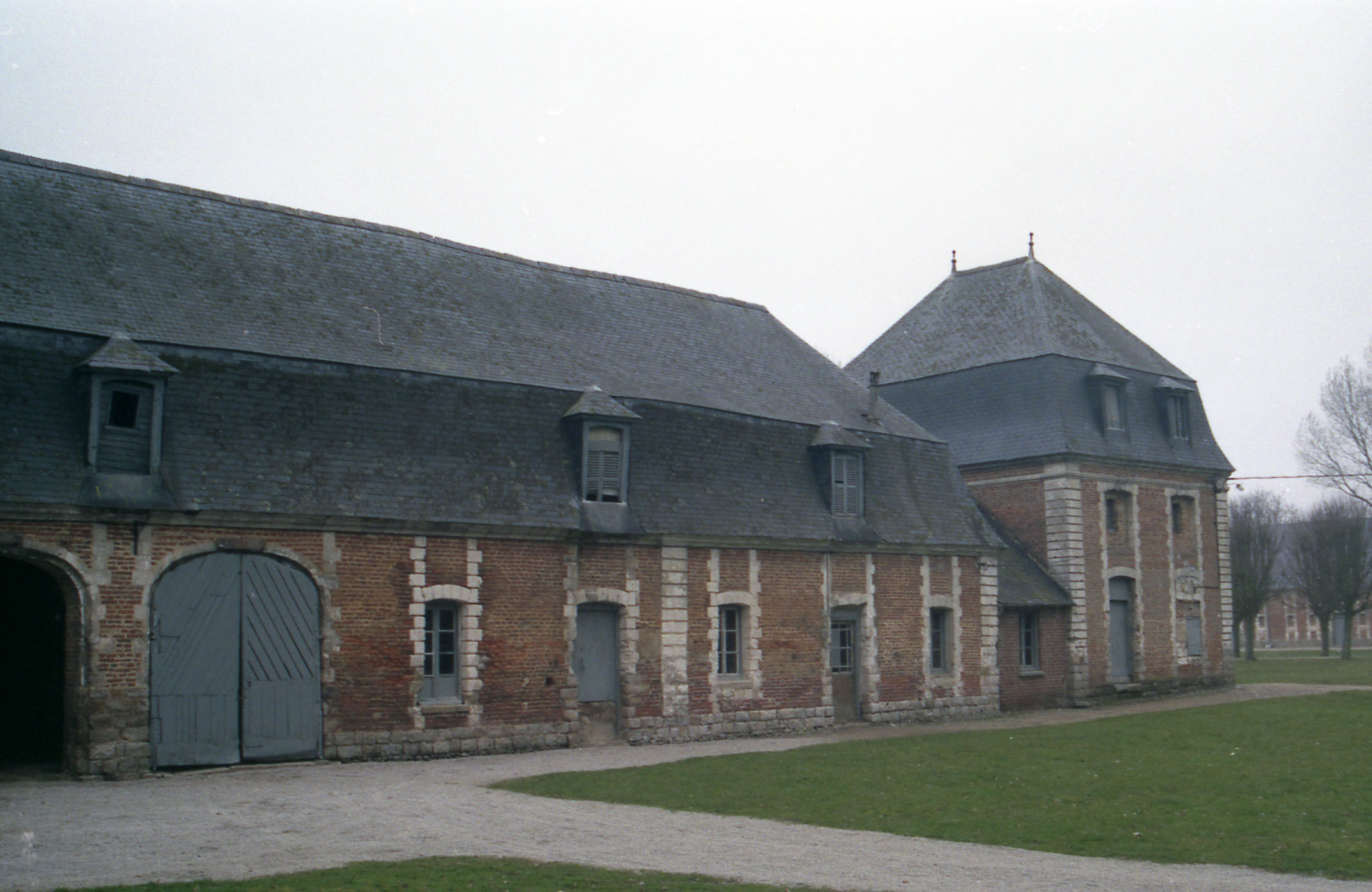
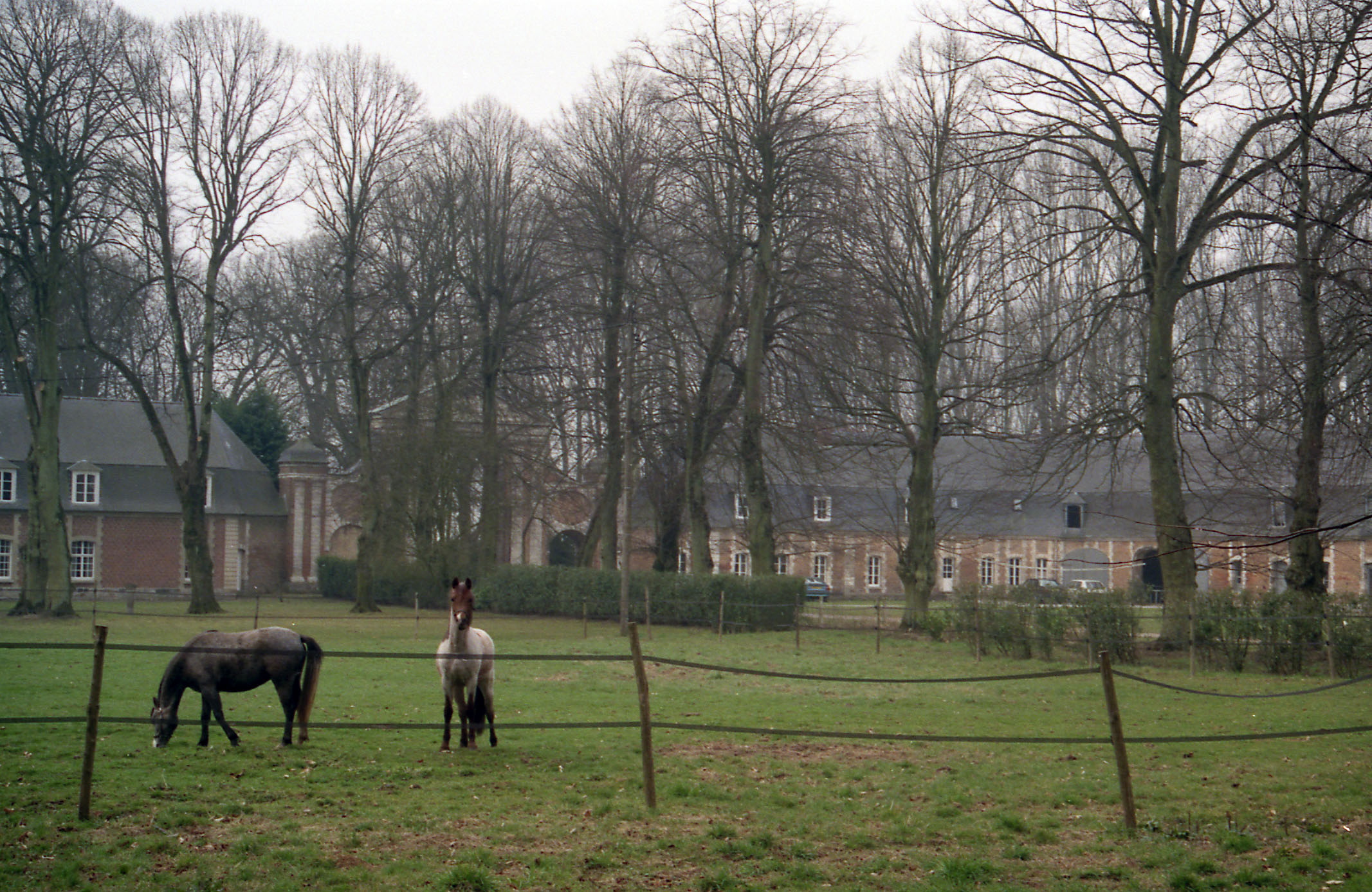